# KS X 6923
KS X 6923은 대한민국 내의 비접촉식 전자화폐의 호환 사용을 위해 표준형 단말기 내부에 장착하는 보안응용모듈(SAM)에 대한 표준이다. 2004년에 처음으로 제정되었으며, 2006년에 최종적으로 개정되었다. 소위  KS 교통 카드라고 하는 것에 대한 표준이다.
산업자원부에 따르면 디지털전자산업포럼에 의해 KS X 6923의 국가표준 제정이 주도되었다.

## 같이 보기
- KS X 6924 : KS X 6923에 대응하는 선불 IC카드에 관한 규격
- KS X 6925 : 선불 IC카드의 지불 단말기에 관한 규격
- KS X 6926 : 선불 IC카드의 충전 단말기에 관한 규격
- KS X 6927 : 선불 IC카드용 충전 보안 응용 모듈에 관한 규격
- 스마트카드